# ルドルフ・フォン・ラバン
ルドルフ・フォン・ラバン(ハンガリー語: Rezső Lábán de Váraljas, Rezső Keresztelő Szent János Attila Lábán, Lábán Rezső, Lábán Rudolf; 1879年12月15日 – 1958年7月1日)はオーストリア・ハンガリー帝国出身のダンサー、ダンス理論家。表現主義ダンスの創始者のひとり、モダンダンスのパイオニアとみなされている。ラバン身体表現理論の構築やラバン式舞踊譜の考案などダンス理論において多く業績を上げている。